# Fissidens latifolius
Fissidens latifolius är en bladmossart som beskrevs av Hugh Neville Dixon 1922. Fissidens latifolius ingår i släktet fickmossor, och familjen Fissidentaceae. Inga underarter finns listade i Catalogue of Life.